# 금강반야바라밀경 및 제경
금강반야바라밀경 및 제경(金剛般若波羅蜜經 및 諸經)은 경상남도 합천군, 해인사 용탑선원에 있는 고려시대의 불경이다. 2018년 2월 22일 대한민국의 보물 제1968호로 지정되었다.

## 개요
『금강반야바라밀경 및 제경』은 ｢금강반야바라밀경』, ｢대방광불화엄경입불사의해탈경계보현행원품(大方廣佛華嚴經入佛思議解脫境界普賢行願品)』, ｢사십이장경(四十二章經)』, ｢불유교경(佛遺敎經)』, ｢위산경책(潙山警策)｣ , ｢대불정수능엄신주(大佛頂首楞嚴神呪)』, ｢마리지천다라니(摩利支天陀羅尼)』 등 고려시대에 유행한 불교경전과 관련 자료로 구성된 첩본(帖本)이다. 경전의 구성 등을 감안할 때 국내에서 보기 드문 희귀본이며, 발문과 시주질(施主帙) 등을 통해 간행시기와 참여자 등을 구체적으로 확인할 수 있어 고려시대 불교경전 연구에 크게 활용될 수 있는 귀중한 자료이다. 따라서 보물로 지정하여 연구하고 보존·관리할 가치가 있다.

## 참고 자료
- 금강반야바라밀경 및 제경 - 국가유산청 국가유산포털